# AGILE
 (juillet 2014).
Pour les articles homonymes, voir Agile.
AGILE (Astro‐rivelatore Gamma a Immagini LEggero) est un petit observatoire astronomique spatial développé par l'Agence spatiale italienne et lancé en 2007. Il observe les rayons gamma ayant une énergie comprise entre 30 MeV et 50 GeV et les rayons X entre 10  et   40 keV émis par différentes sources telles que les centres galactiques actifs et les sursauts gamma.

## Objectifs scientifiques
Le satellite a pour objectif l'observation de plusieurs types de sources de rayons gamma notamment :
- Les centres galactiques actifs
- Les sursauts gamma
- Les émissions gamma diffuses ayant leur origine dans notre galaxie et dans d'autres galaxies
- Les pulsars gamma
- Les microquasars.

## Caractéristiques techniques
AGILE est un petit observatoire astronomique spatial de 325 kg dont 120 kg de charge utile. Le satellite est stabilisé 3 axes avec une précision de 0,5 à 1°. L'azimut de pointage des instruments est reconstitué avec une précision de 1 arcminute à l'aide de deux senseurs stellaires. Un récepteur GPS permet de dater les événements avec une précision de 1 à 2 microsecondes. Le débit de la liaison descendante avec le sol est de 50 kilobits par seconde et la mémoire de masse est de 500 mégabits ; les instruments génèrent environ 50 kilobits de données par seconde  ce qui permet de les transférer uniquement lorsque la station au sol de Malindi (Kenya) est en vue. Les panneaux solaires fournissent les 130 watts d'énergie utilisés par l'instrumentation et la plateforme. Le satellite est placé sur une orbite basse circulaire équatoriale avec une inclinaison de 2,5° et une altitude de 550 km. Les panneaux solaires sont fixes ce qui impose certaines contraintes au pointage des instruments.

### Instruments scientifiques
Le satellite embarque deux instruments :
- Le détecteur de rayons gamma GRID (Gamma-Ray Imaging Detector) capable d'observer le rayonnement ayant une énergie comprise entre 30 MeV et 50 GeV. Son temps de réaction est remarquable pour l'époque de sa conception (< 200 microsecondes). GRID est composé d'un système d'anticoïncidences qui détecte les rayons cosmiques à l'aide de scintillateurs plastiques, d'un trajectographe comprenant des feuilles de tungstène et des détecteurs en silicium ainsi que d'un minicalorimètre (MC) à base de iodure de césium chargé de mesurer l'énergie des photons gamma. La résolution angulaire est comprise entre 5 et 20 arcminutes pour les sources intenses et le champ de vue est de 3 stéradians.
- Le détecteur de rayons X durs Super-Agile capable d'observer le rayonnement dont l'énergie est comprise entre 10  et   40 keV. Il permet de détecter des sources émettant à fois des rayons X et gamma avec une précision de 1 à 3 minutes d'arc.

## Historique
Le programme AGILE est proposé en juin 1997 à l'Agence spatiale italienne. Après une phase de préétude, Son financement est décidé en juin 1999 : c'est la première mission du Programme italien petites missions scientifiques, l'équivalent du SMEX américain.
Le coût de développement et de maintien en condition opérationnelle d'AGILE sur la base d'une durée nominale de 2 ans était estimé fin 2004 à 44 millions € auquel s'ajoute 1,5 million € par an au titre des activités scientifiques.